# Cantus Circaeus
Cantus Circaeus (Il canto di Circe) è un'opera filosofica in latino di Giordano Bruno pubblicata a Parigi nel 1582 da E. Gillio, a breve distanza dal De umbris idearum. Dedicata a Enrico d'Angoulême, fratello naturale di Enrico III di Francia, l'opera, in forma dialogica, è composta da due dialoghi preceduti da un breve componimento poetico di Bruno stesso, Giordano al libro, e da una dedica introduttiva scritta da Giovanni Regnault, uomo di corte. L'opera è considerabile un trattato filosofico di mnemotecnica nel quale l'autore introduce tematiche morali che saranno riprese in opere successive, soprattutto nello Spaccio de la bestia trionfante.

## Generalità
Rifacendosi al noto mito narrato da Omero, nel primo dialogo la maga Circe opera un incantesimo col quale trasforma gli uomini in animali, mostrando quindi all'ancella Meri come riconoscere la vera natura bestiale degli esseri umani. Il dialogo è diviso in trentatré sezioni dette "questioni", in quanto strutturate in forma di domande poste da Meri, alle quali Circe dà risposta.
Il secondo dialogo, che ha come protagonisti Borista e Alberico, procede con una descrizione dell'arte della memoria. Il dialogo si articola in due esposizioni, la prima più complessa, la seconda che l'autore denota come "arte breve", in quanto «più rapida e certa». Quest'ultima contiene un'applicazione che l'autore definisce "feconda" nella quale, molto concisamente, è mostrato come memorizzare il primo dialogo, quello fra Circe e la sua ancella.

## Il testo
(Bruno 2008, p. 238, Giordano al libro)

### Dialogo primo
Il primo dialogo ospita il canto di Circe, tre incantesimi in forma di invocazione, le prime due al Sole, l'ultima alle divinità che presiedono ai restanti sei pianeti, per far sì che gli «esseri si mostrino nelle loro figure esteriori e veritiere». Le invocazioni sono associate a rituali magici coi quali Circe, assistita da Meri, trasforma infine gli uomini in animali. I rituali prevedono anche l'uso delle lettere dell'alfabeto, di segni misteriosi (characteres) e di sigilli, elementi che ricorrono spesso nell'opera bruniana.
Avvenuta la trasformazione, Meri mostra terrore e meraviglia nel vedere gli straordinari effetti della magia, ma Circe la rassicura: le bestie che ella ora può vedere hanno perso sia l'uso della lingua sia quello della mano tipici degli umani, e per questo sono adesso meno temibili.
Il dialogo procede con Circe che mostra a Meri come riconoscere la natura umana nascosta nelle bestie. Il porco, primo animale che Circe descrive, è avaro, barbaro, coperto di fango, duro, eccetera. Le caratteristiche seguono un ordine alfabetico che rimanda a un sistema mnemonico. Un'illustrazione mostra l'animale al centro di una ruota alfabetica, cioè un cerchio sulla cui periferia sono disposte lettere dell'alfabeto, qui in numero di ventitré. Seguono le descrizioni del cane (il barbaro che aggredisce quanto non riesce a intendere); il mulo (gli scolastici, che si vantano di essere filosofi e eloquenti), eccetera, fino al gallo, che pur bellissimo e solare rappresenta la figura dell'uomo ostinato e litigioso, che finisce per morire in battaglia.

### Dialogo secondo
Il secondo dialogo è un manuale di mnemotecnica, l'arte «che alimenta tutte le altre arti e egualmente apre la via e rende accessibili innumerevoli invenzioni». Tale arte è difficile da apprendere, occorre un maestro, ma lo sforzo sarà ricompensato dai risultati. Sarà poi opportuno non fare come Prometeo, che fu bersaglio della collera divina per aver donato il fuoco agli uomini.
L'esposizione riprende e rielabora quanto già esposto nel De umbris idearum. L'arte della memoria deve emulare la natura, e le operazioni devono procedere con continuità dal dominio del senso all'atrio della fantasia, da questo seguitare nel campo della facoltà cogitativa, e da qui infine terminare nello spazio della memoria. Vengono quindi definiti e discussi i "sostrati" e gli "adiecta" (o "forma"), oggetti creati dalla fantasia da sistemare nei sostrati.
Nell'applicazione feconda Bruno mostra come memorizzare il dialogo precedente. Al testo si fa corrispondere uno scenario che viene via via suddiviso in un maggior numero di spazi, come un appartamento diviso in stanze i cui mobili e i vari oggetti lì contenuti sono le immagini relative ai concetti espressi nello scritto.

## Contenuti

### La crisi morale

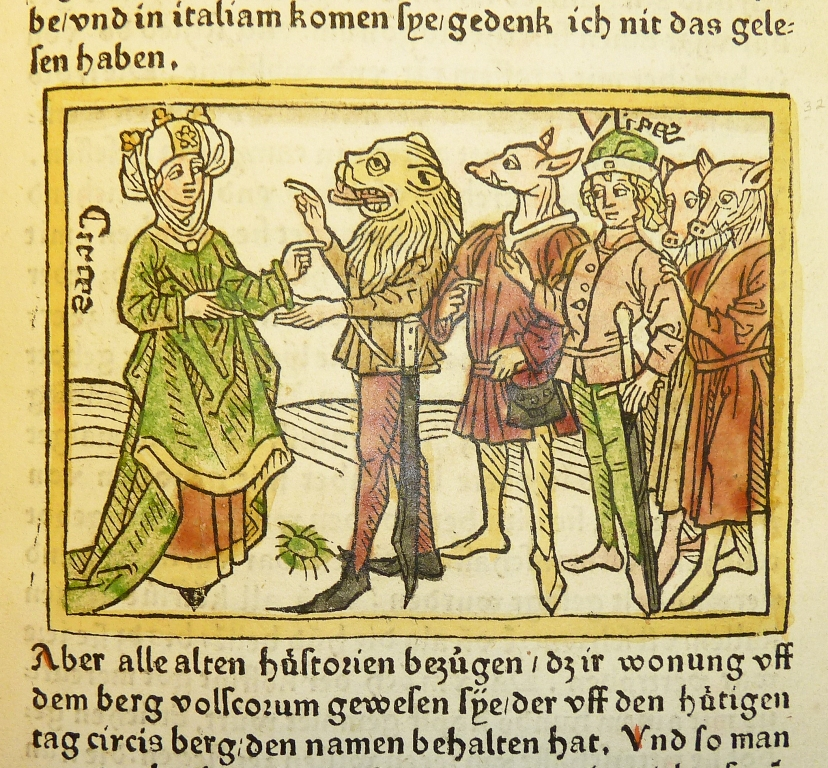
Illustrazione dal De mulieribus claris di Giovanni Boccaccio, dove l'autore narra, fra altre, la vicenda di Circe

Nel Cantus l'accento di Bruno si sposta decisamente sul piano dell'etica, anche se fondamentalmente il testo resta un trattato di mnemotecnica. Il filosofo, per bocca di Circe, evidenzia, e condanna, una crisi morale derivante dal comportamento degli esseri umani i quali, più che umani, sembrano invece rassomigliare a bestie. L'artificio retorico che l'autore impiega per sottolineare questa decadenza è un incantesimo col quale la maga trasforma gli uomini in animali, ciascuno secondo la propria tendenza ferina in quello che sembra seguire le linee della fisiognomica. Pochissimi saranno gli esseri umani che, al termine della trasformazione, manterranno l'aspetto originario.
La trasformazione degli uomini in bestie non è un capriccioso sopruso ma la ricomposizione della corrispondenza fra anima e corpo, fra essenza e apparenza, la restituzione del naturale aspetto di ciascun individuo, una corrispondenza che si è perduta nella decadenza dei tempi attuali.